# قصبة تادلة
قصبة تادلة هي مدينة مغربية تقع وسط البلاد. قصبة تادلة تعتبر ضمن إقليم بني ملال و تضم 47.343 نسمة (إحصاء 2014).

## التاريخ
يرجع تاريخ مدينة قصبة تادلة إلى مولاي إسماعيل الدي بنى فيها قصبتها الشهيرة لمرابطة الجيوش تحت قيادة ولده أحمد الذهبي وهذا الأخير هو الذي ابتنى بها الدور والمساجد والقنطرة الشهيرة المنسوبة خطأ إلى البرتغال .أما القصبة فهي أعظم وأجمل قصبة من نوعها بالمغرب فهي ذات هندسة عجيبة بنيت فوق الصخور العالية وزودت بكل ما يحتاج إليه الجيش المرابط من مخازن وبيوت وأهراء وغير ذلك زيادة على المسجد ومكان الوضوء والدرج السرية والمخابيء.
وقد لعبت المدينة دورا هاما في حركة المقاومة بعد الاحتلال .
وتعد ناحية تادلة من أغنى الأقاليم إذ تبلغ مساحتها 10آلاف كلم وبها المراعي الخصبة واشتهر أهلها بتربية الماشية التي يملكون منها العدد الأوفر كما اشتهر الإقليم بجودة تربته وبكثرة غاباته ومياهه.

## الآثار والمواقع  السياحية
قصبة تادلة أو القصبة الإسماعيلية تقع في أراضي قبيلة كطاية، تحديدا عند نقطة اجتياز الطريق الرئيسية الرابطة بين بني ملال والدار البيضاء على الضفة اليمنى لنهر أم الربيع وهي عبارة عن قصبة مستطيلة يقدر طولها 350 مترا وعرضها 150 متر ا. تبلغ مساحتها 2 هكتار و 83 أر و 70 سنتيار .

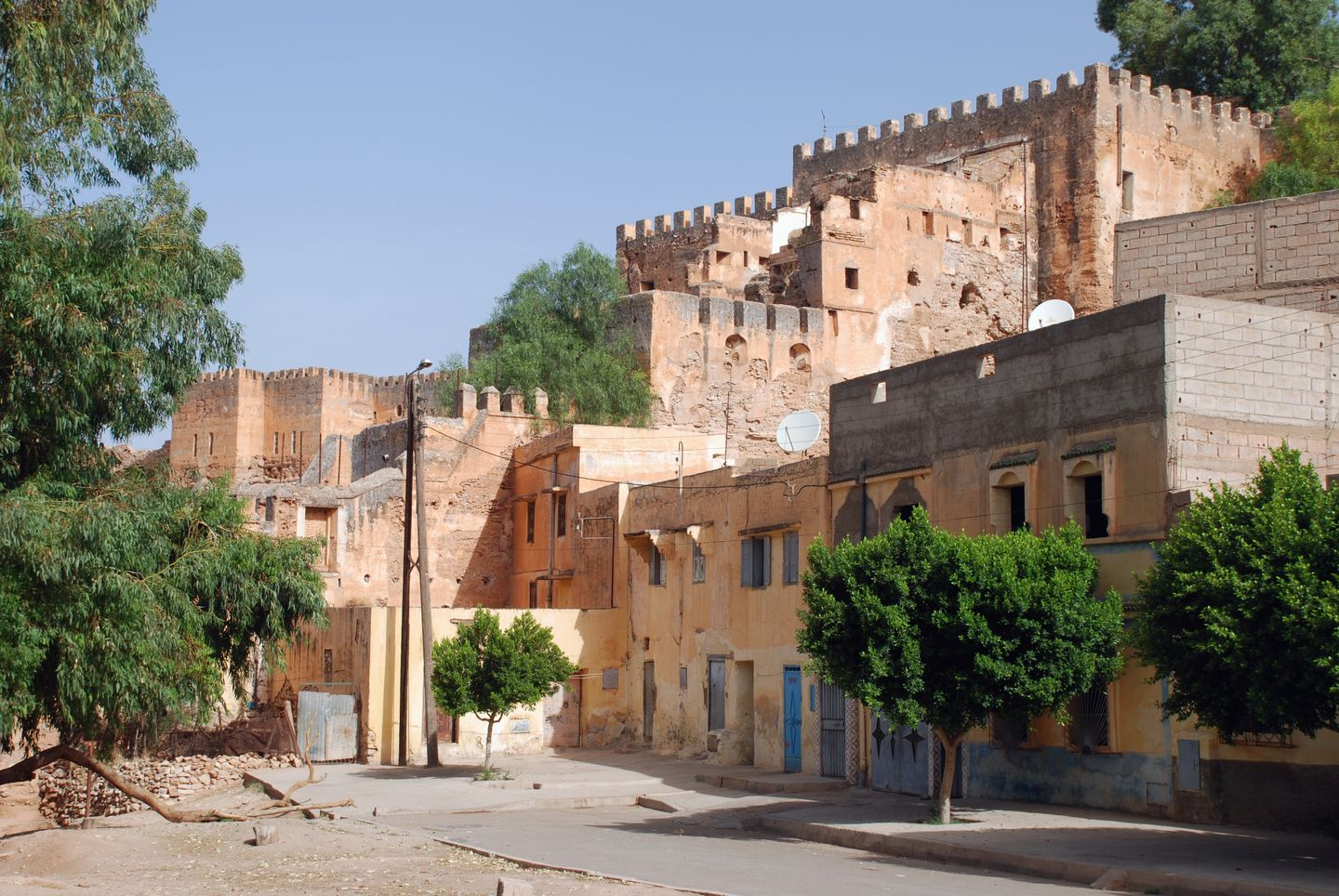

بناء القصبة يرجع إلى عهد الموحدين و قد ذكرها البيدق المصدر(77-76). فتولية أبي الربيع على تادلة أحد أبناء أمير الموحدين عبد المومن يدل على وجود قاعدة ثابتة ولا تكون سوى حصن تادلة التي تقع على الضفة اليمنى للوادي حيث يوجد ممر للعبور وقد بني مكانه وبعد ذلك القنطرة .
في العصر المريني صارت منطقة تادلة بقصبتها مقصدا للكثير من الثوار ولاسيما في أثناء الاضطرابات باعتبارها منطقة حدودية بين فاس ومراكش ولعل تردد الثوار إلى تادلة وتداولها من طرف الأيدي مما جعل أمر قصبتها يؤول إلى الخراب وقد زادت وضعيتها تفاقما بسبب الانقسام الذي عرفه المغرب في عهد الدولة المرينية خاصة لما تكرست فكرة مملكة فاس ومملكة مراكش في أثناء صعود الوطاسيين، آنذاك صارت تادلة منطقة عازلة بين المملكتين، الأمر الذي جعل ذكر تادلة كمدينة تختفي من المصادر ولم يذكرها الحسن الوزان ولا مارمول، على الرغم من أن الأول قد زار مختلف مدن وقرى تادلة في بداية القرن 16م).

## معرض الصور

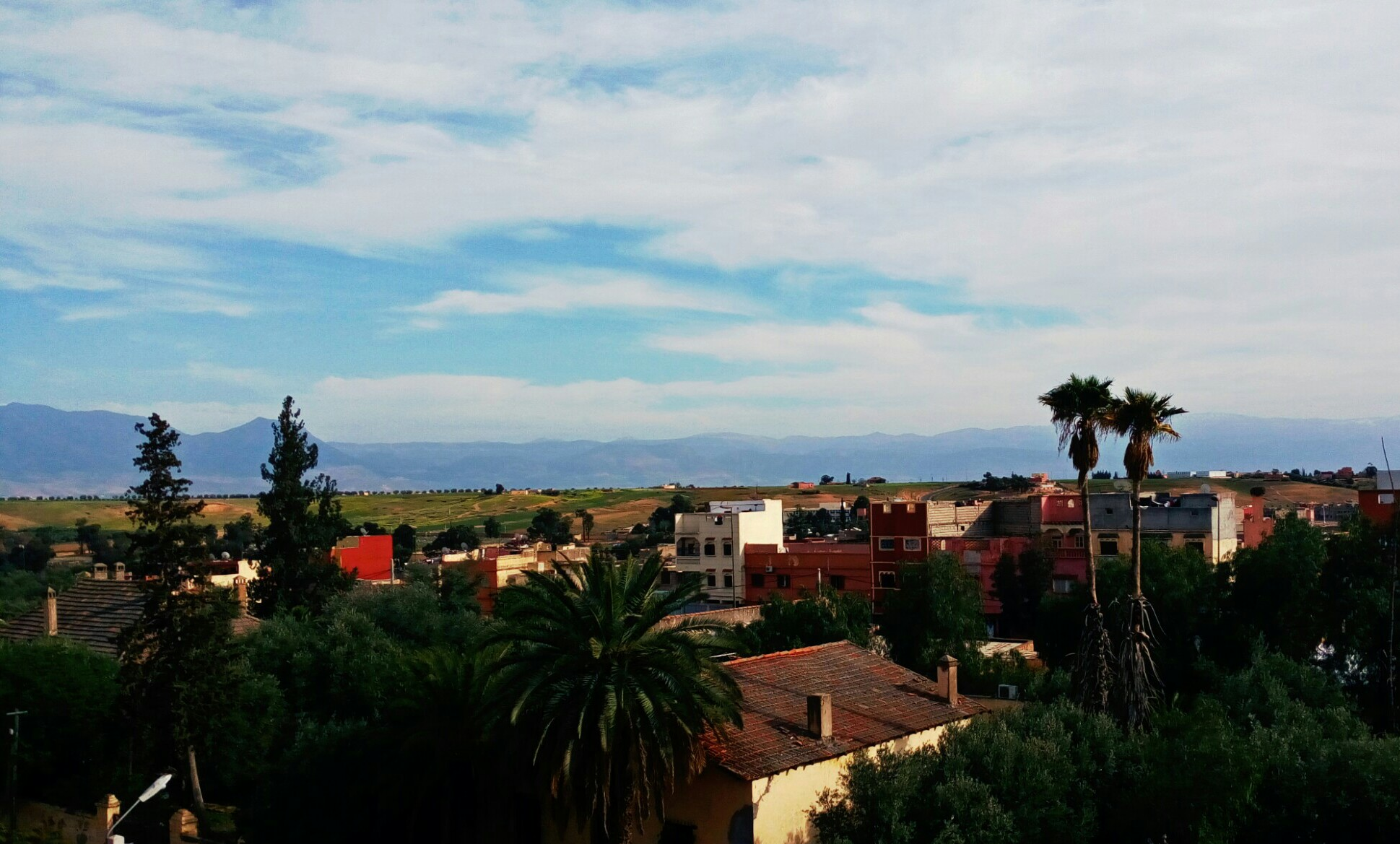
صورة لقصبة تادلة (الحي الإداري)
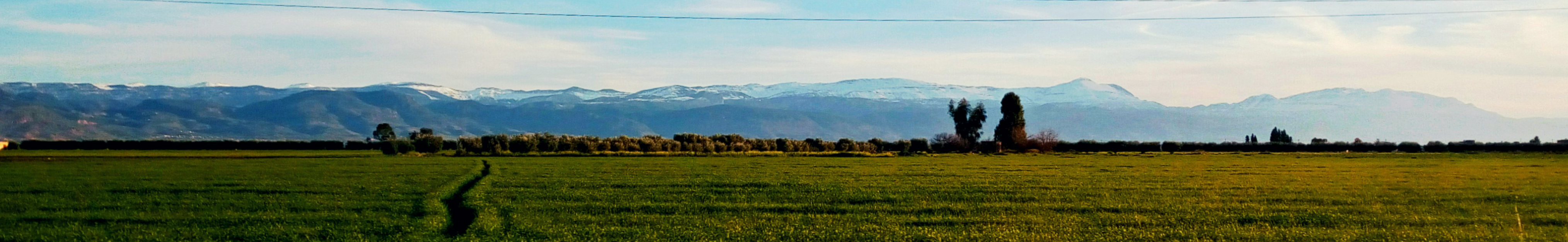
صورة بانورامية لجبال الأطلس من مدينة قصبة تادلة
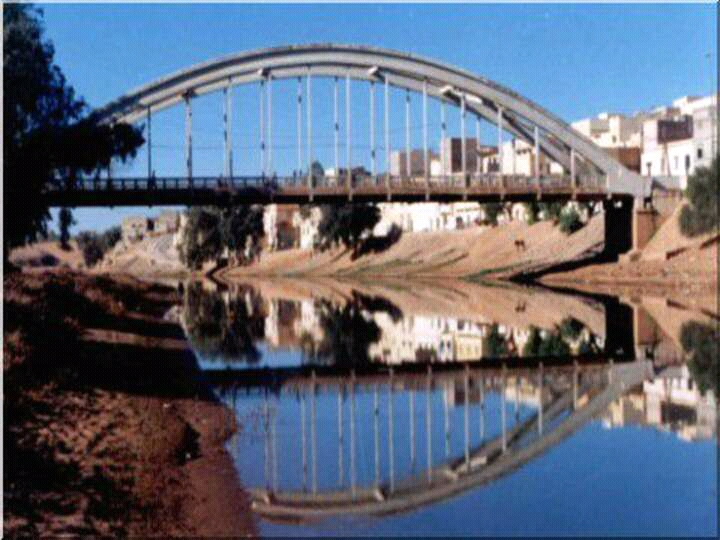
الجسر الفرنسي، أم الربيع، قصبة تادلة، المغرب
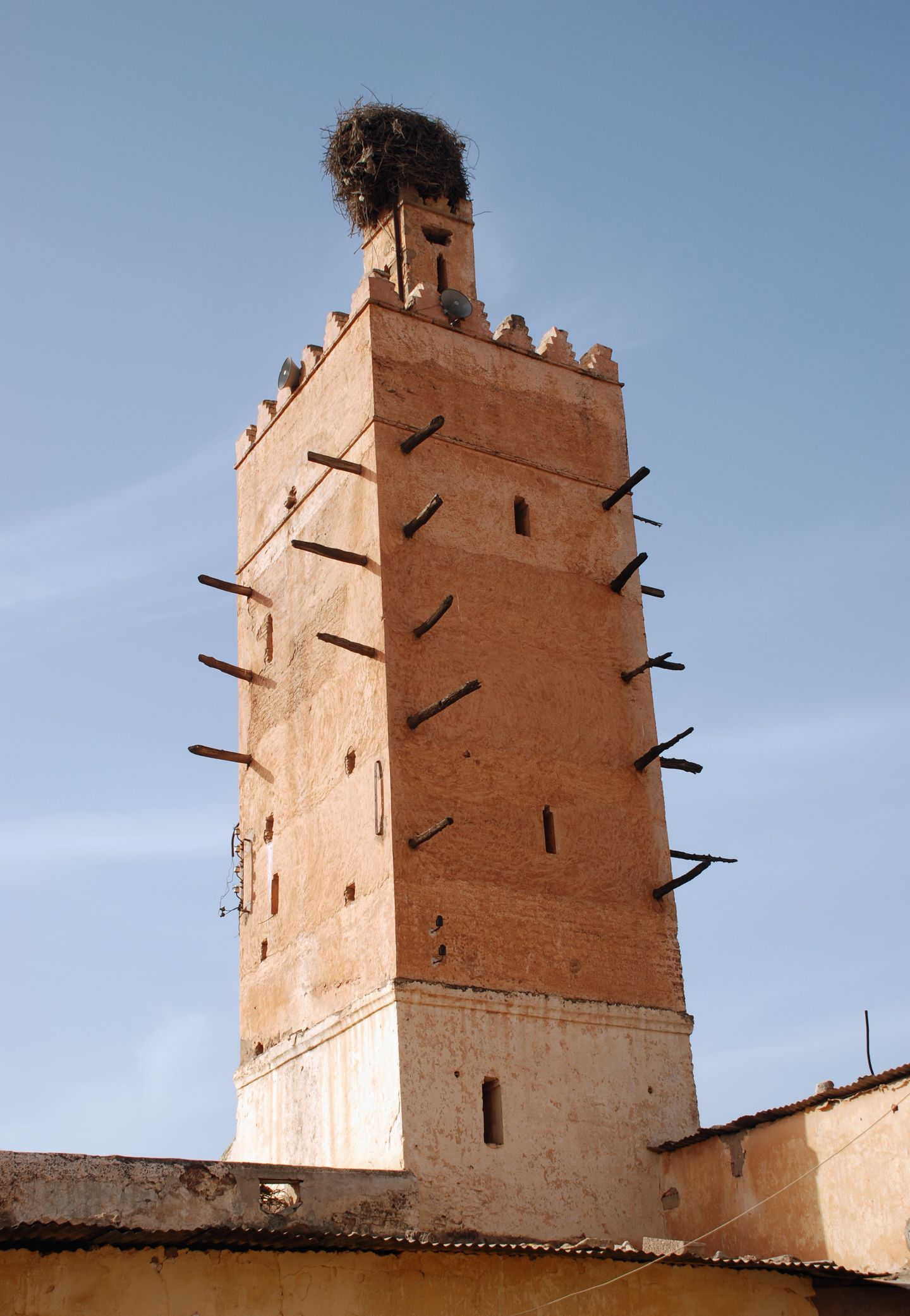
مأدنة مسجد، يعلوها عش طائر بلارج،  قصبة تادلة، المغرب